# Кодралия (Дечани)
Кодралия (серб. Кодралија, Kodralija; алб. Kodrali) — село в общине Дечани в исторической области Метохия. С 2008 года находится под контролем частично признанной Республики Косово.

## Административная принадлежность
| Сербская позиция                                                                 | Албанская позиция                                            |
| -------------------------------------------------------------------------------- | ------------------------------------------------------------ |
| входит в общину Дечани Печского округа автономного края Косово и Метохия, Сербия | входит в общину Дечани Джяковицкого округа Республики Косово |

## Население
Согласно переписи населения 1981 года в селе проживало 657 человек: 638 албанцев, 18 черногорцев и 1 югослав.
Согласно переписи населения 2011 года в селе проживало 808 человек: 408 мужчин и 400 женщин; 804 албанца и 4 лица неизвестной национальности.
| Численность населения | Численность населения | Численность населения | Численность населения | Численность населения | Численность населения | Численность населения |
| 1948                  | 1953                  | 1961                  | 1971                  | 1981                  | 1991                  | 2011                  |
| --------------------- | --------------------- | --------------------- | --------------------- | --------------------- | --------------------- | --------------------- |
| 380                   | 406                   | 428                   | 527                   | 657                   | 747                   | 808                   |